# Lipscomb (Alabama)
Lipscomb – miasto w Stanach Zjednoczonych, w stanie Alabama, w hrabstwie Jefferson. W roku 2023 miasto zamieszkiwało 2006 osób, a gęstość zaludnienia wynosiła 691,7 osoby/km².